# Pyraloidea
Super-famille
Les Pyraloidea sont une super-famille de lépidoptères (papillons), qui regroupe environ 16 000 espèces, réparties dans les deux familles suivantes :
- Pyralidae Latreille, 1809
- Crambidae Latreille, 1810

## Caractéristiques
Leurs imagos sont des papillons diurnes ou nocturnes, en général plutôt petits. Leurs chenilles sont parfois considérées comme nuisibles.
La nervure R5 des ailes antérieures n'est jamais libre (elle est tigée ou confondue avec d'autres radiales), tandis qu'aux ailes postérieures, la nervure CuP est présente ainsi qu'une nervure sous-costale rapprochée de la nervure Rs ou anastomosée avec elle. Les palpes maxillaires sont presque toujours présents. La trompe est couverte d'écailles (rarement atrophiée).